# 狄·潘
狄·潘（1942年9月27日—2008年3月30日），一译迪斯·普朗，是柬埔寨的一名摄影记者。

## 生平
潘出生在柬埔寨的暹粒，他的父亲是一名公务员。他学习了法语，并自学了英语。美军雇佣他做翻译，后来先后担任过英国电影Lord Jim的剧组成员和宾馆前台接待员。
1975年，潘与纽约时报记者西德尼·尚伯格留在柬埔寨，见证了红色高棉攻下金边。斯坎伯格和其他的外国记者被允许离境，但潘不被允许。红色高棉大屠杀期间，由于红色高棉对知识分子进行迫害，他隐瞒了自己曾接受过教育以及同美国存在关系的事实，将自己伪装成一名出租车司机。当柬埔寨人被迫在劳动营中劳动时，潘只得忍耐四年的饥饿和折磨，直到越南人在1978年12月推翻红色高棉的统治为止。他创造了“杀戮战场”一词，来描述在他逃离40英里（60公里）的路途上看见的受害者的死尸和骨架。他的三个兄弟和一个姐妹被红色高棉杀害。
潘回到暹粒后，得知家庭中的50名成员死了。越南人任命他为村长，但他害怕越南人会发现他先前与美国之间的关系，在1979年10月3日逃到了泰国，后来逃往美国。
在美国，潘与朋友斯坎伯格重逢，并在1980年加入纽约时报，成为一名摄影记者。1984年，以其经历为蓝本的电影“杀戮战场”上映，潘获得全世界的关注。他一直努力让红色高棉大屠杀的受害者得到关注，还发起成立了一个名叫“狄·潘大屠杀认识计划”的非盈利组织。
1986年，他成为美国公民，住在新泽西州的米德尔塞克斯县。他同Ser Moeun Dith结婚，后离异。此后又与Kim DePaul结婚，后来也离婚了。
2008年3月30日，潘在新泽西州的新布朗斯维克逝世，享年65岁。三个月前，他曾被诊断出胰腺癌。

## 相关人物
- 春迈
- 万纳
- 潘礼德